# Henotesia perspicua
Henotesia perspicua är en fjärilsart som beskrevs av Henry Trimen 1873. Henotesia perspicua ingår i släktet Henotesia och familjen praktfjärilar. Inga underarter finns listade i Catalogue of Life.